# ワシズ -閻魔の闘牌-
『ワシズ 閻魔の闘牌』（ワシズ えんまのとうはい）は、原恵一郎による日本の麻雀漫画。『近代麻雀オリジナル』（竹書房）にて2008年7月号から2012年11月号まで連載された。続編として『ワシズ 天下創世闘牌録』（ワシズ てんかそうせいとうはいろく）が同誌で2012年12月号から2013年12月号まで連載された後、『近代漫画』に移籍する。

## 概要
福本伸行作の『アカギ 〜闇に降り立った天才〜』（以下『原作』とする）の鷲巣巌を主人公としたスピンオフ作品。そのため『天 天和通りの快男児』から辿るとスピンオフ作品のスピンオフという位置づけになる。戦後の昭和23年（敗戦から3年）の日本を舞台に彼が財政界のフィクサーとなる過程とその活躍を描く。
福本伸行が「協力」としてクレジットされているが、内容は原恵一郎の作風が色濃い。特に大ゴマを使ったインパクト溢れる鷲巣の表情（所謂顔芸）は、本作単行本の広告で過去のものが列挙されるなど、一種の売りになっている。
開始当初は『近代麻雀オリジナル』で連載されていたが、2009年春の『近代麻雀オリジナル』のリニューアルにより2009年9月15日号から『近代麻雀』に月一連載として移籍。“海賊潮流編”終了後は、再度『近代麻雀オリジナル』に移籍するが、同誌の休刊に伴い2013年12月号まで連載。2014年4月に『近代漫画』へ移籍。同誌6月号から11号まで連載。

## ストーリー

### 閻魔の闘牌
第2次世界大戦の時、特高の権中警視（現在の警視長）だった鷲巣は、その先見の明で太平洋戦争における日本の敗戦を予見して特高を辞職し、戦争犯罪人としての重刑を免れる。敗戦後の昭和20年代、日本を占領する連合軍(GHQ) 相手の高レート麻雀で鷲巣は資金を積み上げ、経営コンサルタント「共生」を設立する。特高時代の政財界の人脈を利用してインサイダー情報を入手し、各企業に適切なアドバイスを送り続けて、鷲巣は敏腕の経営コンサルタントとして数多くの企業の顧問に収まり、政府と企業のパイプ役としての地位を確立した。こうして一気に莫大な富を築きあげ、裏社会でも存在感を増していく。そんな中、政府から秘密裏に魔物退治の依頼を受ける。鷲巣は部下の隼と共に日本の石炭王がこもるという北海道の炭鉱に潜入する。だがそこでは負けた者は生きて炭鉱から出られないという恐怖の人間麻雀「龍神麻雀」が行なわれていた。鷲巣は龍神のイカサマを見抜き、無敗を誇る龍神軍団を撃破し、彼らが資産家たちから巻き上げて密かに蓄えていた金塊を手に入れる。
1949年、未だ日本は敗戦の傷跡を引き摺っていた。鷲巣はそんな中で近いうちに再び戦争が起きることを察知し、金に物を言わせて鉄屑を買いあさった。そんな時、鉄を輸送していた第一共生丸が海賊船に襲われたとの報告が入り、人質にとられた隼たちを救出するため鷲巣は自ら海賊退治に出向く。そして鷲巣は海賊と命を賭けたハンギング麻雀で勝負する。
時は流れ、ある日、鷲巣の下に1人の教授が訪れた。ツキの正体を解明できると豪語する教授に興味を惹かれた鷲巣は研究の資金と場所を提供する。それから2年後、教授の研究成果を確かめるため、鷲巣は隼と共に孤島に降り立ち、研究の最終実験として麻雀をうつことになるが、その相手として教授が用意したのは謎の寄生虫「黎明」に寄生されて驚運という能力に覚醒した美佐であった。
美佐との勝負を経て、いつものように高レートの麻雀勝負で多額の現金を得た鷲巣だが、その帰途にGHQから偽札所有の容疑で逮捕される。鷲巣は容疑を否認するが投獄される。しかし一緒に逮捕されていた隼は釈放された。その隼の下に以前共生を乗っ取ろうと鷲巣に挑んだ小柴が現れ、鷲巣が監獄六区という恐ろしい場所に投獄されたことを知る。

## 登場人物

### 共生と関係者
鷲巣 巌（わしず いわお）
主人公。1890年生まれ、年齢は推定58歳。コンサルタント会社「共生」の社長。元・特別高等警察所属。
目的は敗戦し焦土と化した日本の再建。IQ200以上とも噂される頭脳、物事に動じない胆力など多くの超人的能力を有する。凄まじい身体能力の持ち主で、軍人を一撃で倒したり、鋼鉄を打ち砕くほどの腕力の持ち主。「いざという時に頼れるのは己の肉体」と隼には説いており、共生でも筋肉トレーニングを行っている。また、音楽を上流階級のたしなみとしており絶対音感まで備えている。
性格は基本的に狂的なほど冷酷かつ不遜で、『自分を見下すものは神と言えど気に食わない』との旨を述べている。一方で出会った多くの者を魅了するカリスマ性の持ち主。自分に罵声を浴びせた報復というだけで職業野球に参戦するなどかなりの負けず嫌いでもある。原作では「賢明な男が老境に入り狂い出した」とされていたが、相手を殺しこそしないものの、敗者に多大なペナルティを化す拷問趣味を持っている。
命掛けの勝負で危機に瀕しても常に冷静だが、それは鷲巣にとっては人が地球を決して踏み外さないのと同じく、最後には必ず自身が勝利するという確信に由来する。また、死が怖くないとは言えないが、それ以上に命掛けの勝負が楽しいとも語っている。
朝鮮戦争の特需などを利用し莫大な財産を築き上げるも、日本を裏から支配する組織・元老院の策略により共生社長の座を失う。しかし、一から再び巨額の財産を築き上げ元老との直接対決に勝利、元老に成り代わり日本を裏から支配するようになった。
隼（ハヤブサ）
先見の明を持つ株屋の青年。元・特攻隊所属。通り名の由来は彼が当時パイロットを務めていた一式戦闘機・隼から。
リーゼントが特徴。日本の敗戦、手塚治虫の大成などを見抜き、特攻隊時代は発炎筒を使って乗機の整備不良に見せかけ、見事に生き残った。有望な建設会社の株を賭けワシズと麻雀を打つ。後に鷲巣のカリスマに心酔し、彼の元に降った。
麻雀は鳴きによる速攻が得意。基本的に頭脳明晰であるもののワシズには及ばず、敵の挑発に乗って不利な行動を取るなど精神的に未熟な部分がある。
原作における鷲巣と赤木しげるとの勝負で、鷲巣をサポートする鈴木その人である。
本部長
氏名不詳。ワシズの右腕と呼ばれる青年で、「本部長」と呼ばれる。
詳細な個人情報は明かされていないが、借金により身柄を拘束した少年を平然と痛めつけるなど、ワシズの右腕に相応しく冷酷さをたまに見せることがある。『天下創世闘牌録』ではひげを生やしている。
文学（ぶんがく）
氏名不詳。京都大学卒。一度読んだ本はページ数から文章の内容まで暗記できる驚異的な暗記力を持っている。
北海道にある龍神の炭鉱で炭鉱夫をしていたが、ワシズ軍団にスカウトされ炭鉱を出ることが出来た。その後共生に入社し、ワシズの部下になり、経理などを担当していた。
しかし海賊潮流編では、暗記力が仇となりスリーピングブックの真の意味、そして事件の真の黒幕がワシズであることに気付いてしまい、共生を離れた。だが彼にとって本当に恐ろしかったのは、ワシズの底なしのカリスマ性とそれに引き込まれている自分であった。2009年では老齢のホームレスになっており、未だに鷲巣の幻影から逃れられていない。
角栄
急進派の代議士。ワシズの力を後ろ盾に強行な政治改革を進めていく。ワシズと共に談合やニュータウン計画を推し進め日本復興の礎を築くが、日本を裏で操っている存在（後に元老院と判明）により計画はとん挫し、ワシズに裏から国政を動かす存在について伝える。

### 敵対者
田神 龍蔵
通称“龍神”。日本の石炭の70パーセントを牛耳ると言われる石炭王。北海道の炭坑にて龍神麻雀を開催する。透視能力があるとの噂があり、その力で石炭を掘り起こしたとも言われている。部下に屈強な海外の軍人達を従えている。
透視能力は自らが流したデマであり、石炭を次々と掘り出したのは綿密なボーリング調査によるものである。自分の財産を目当てに近寄る人間に失望しており、自分を倒してくれる人間を待っていた。
吉田茂
北海道を「アメリカ49州計画」に組み込むためにワシズを龍神へ送り込むが、失敗する。
『閻魔の闘牌』では名前が明記されていなかったが、『天下創世闘牌録』にて吉田茂と明言された。
目羅 要（めら かなめ）
元陸軍731部隊軍医で少尉。非常に有能な軍医であったが、老化薬の実験の副産物として若返りの薬を偶然発見する。若返りの薬の臨界点を探すために戦後も人体実験をしている。
ワシズに老化薬入りの茶を飲ませ彼を老化させるも彼の打ち筋にはかなわず、その後ワシズから誘いをかけられるが雀荘の従業員を装ったGHQの諜報員に老化薬を注入されてしまう。だが自分の際に臨界点が来たため老衰は起きず赤子になってしまった。
中尉
海賊の副首領的存在。彼を含めた海賊は、全員元日本海軍の出身である。非情な性格であり、略奪した船の人員は全て皆殺しにするか、後述のハンキング9で一縷の望みを賭けるか選択させている。その一方で、ハンキング9の人質役に船長が自ら名乗り出た際にはその男気に感動の涙を流し、イカサマを働いた者は味方であろうと許さない姿勢を見せるなど実直な一面もある。
後述の艦長の実の弟であり、戦時中に自分を庇って行方不明になった彼に負い目を感じている。最期は兄や仲間と共にアメリカ海軍に特攻した。
艦長
海賊達の首領。中尉の実の兄であり、元日本海軍。行方不明になっていたが、奇跡的に生存していた。しかし記憶を失っており、弟のこともわからなかった。その後は自分の代わりに圧政を行っていたゲスをモンスターハンキングで制裁、スリーピングブックの謎を吐くように強要するも、発狂してしまった後であった。
遭難時の洞窟の中で偶然にも絶対音感を習得、それを利用したイカサマでモンスターハンキングで無敗を誇っていた。
実は記憶は既に戻っており、最期は弟を救い出し、仲間達と共にアメリカ海軍に特攻して散っていった。
ゲス（副艦長）
モンスターハンギングで艦長のオヒキとして入った男。過去に行われたモンスターハンキングの生き残りでもあるが、その際の死の恐怖からか発狂し、まともに話せなくなっている。艦長の傀儡で、艦長の隠れた信号を天の声と思い込み、差込を行っていた。
元は艦長がいないときの艦長代理であったが、暴力に任せた圧政で嫌われており、艦長が戻った時、後述のスリーピングブックを賭け、艦長とモンスターハンキングで争った。航海中にスリーピングブックという航海日誌を残しており、海賊潮流編のカギとなった。
小柴
隼の紹介で共生に入社した青年。一見人の良さそうな好青年だが、その本心は革命によるワシズの転落、共生乗っ取りが目的であり、そのためにワシズの密会の写真を撮影、ジャコ萬などのごろつき新聞記者を雇い罠にはめようとする、秘書を行方不明に見せかけて殺害しようとするなど、手段を選ばない残忍な男である。なお、普段の髪型は長髪だがこれはカツラであり、実際は坊主頭に蛙の焼印が押されている。
元は少年時代から見世物小屋で「蛙少年」として曲芸を披露していたが、ワシズが一座を買い取ったため解散。その際に「自分達下層市民による革命」を誓い、2年半の間潜伏していた。少年時代から身体能力は驚異的なものがあり、ジャコ萬の目の前で何メートルもの跳躍を見せ、「化け物」と言わせている。
後にワシズに雇われ、大量の偽札を提供する事でワシズを監獄六区へと送り込む。ワシズに恨みを持つ小柴の情報ならGHQも信用するという、ワシズの策略ゆえの起用であった。小柴にとっても、計画が失敗した場合ワシズは監獄六区に永久に閉じ込められる事になるという事で、ワシズと利害が一致した。
教授
人類の新たなステージへの進化を研究する帝国科学大学の教授。ボルネオ島にて新種の寄生虫「黎明」を発見し、持ち帰って超人類の生成と「ツキ」の実態の解明の研究を行っている。
柳勇二
選択を拒み、あるがままを受け入れる男。
美佐
研究を立証するため、教授が造り上げた最高傑作。黎明に寄生され、超人類となった乳児。老婆のような話し方をする。
アーロン少佐
監獄六区のヒエラルキーの頂点に立つ所長。非常にサディスティックで腹部と手の甲に鋼鉄が仕込まれている。それによりワシズを相手に一度は勝利したが、牌を握り込みグリップ力を上げたワシズのパンチに鋼鉄を砕かれ敗北した。
元老（げんろう）
本作の黒幕。日本を裏から支配する元老院の長。配下からは「元老様」と呼ばれる。まだ年若い青年で、華族の末裔。終戦から5年後、不慮の事故により12歳にして先代元老の父の後を継ぐ事となり、日本を導く最高指導者となった。日本を再興する為にアメリカの力を利用しようと考え、戦後は常に親アメリカの総理大臣を選び、いつの日か日本が世界の頂点に君臨する事を目指している。しかし、重度の病に侵されており、自分の後を継ぎ日本を導ける存在として、元老院と敵対するワシズの力に目を付ける。
ワシズの「豪運」にも匹敵する「天運」の持ち主。ワシズの力を試す為にロシアンルーレットで勝負を挑み、互角に戦うも、ワシズとの問答の末に精神的敗北を認めた事で「天運」を失う。そして、ワシズが日本を導いてくれる事に安堵し、自ら銃で頭を撃ち抜き死亡した。

### その他
八神 保（やがみ たもつ）
京大卒の数学者。玄人となり借金を賭けて麻雀をするが、不可解な見逃しで負ける。文学の先輩にあたる。
実はその見逃しは牌が全て素数で揃っていたためであり、フェルマーの最終定理について現実より50年近く前に解いていた。
高井研二
カズミ産業の二代目社長。麻雀製品の工業化を推し進めている。その技術力は“牌匠”と呼ばれた天才職人・鬼束正宗の彫り方を再現できるほどと自負している。
経済連の親睦麻雀大会ではワシズに「究極の牌作り」対決を申し込み、金や宝石を使った豪華な牌を作り上げた（この時にワシズが作ったのは、後の鷲巣麻雀に使用される硝子牌のプロトタイプに当たるものである）。
辻宝生
“牌匠”鬼束正宗の師匠。ワシズの「究極の牌作り」に協力した。
結城
職業野球チーム「ジャガーズ」のエース投手。戦時中は「120メートル先まで手榴弾を投げ込んだ」という噂が立つほどの剛腕であり、野球では剛速球で打者を封じ込めている。
その一方で、時に試合をすっぽかすほどの麻雀狂。雀風は、引っ掛け待ちはおろか鳴きすら嫌うほどの一直線麻雀。ワシズと同卓した際には惨敗しており、その時にワシズに罵声を浴びせたことが共生の職業野球参戦に繋がる。
オイチョ
ワシズと共に監獄六区に収監された博徒。本名は岡本。アカギ本編に登場する鷲巣の部下である岡本と同一人物のように描写されている。しかし、アカギにおいて岡本は1965年時点で鷲巣に十数年仕えているとされており、オイチョは1957年時点でワシズの部下になっておらず、オイチョと岡本が同一人物であれば十数年仕えたという発言と矛盾する。
オカッパ
ワシズと共に監獄六区に収監された。オカッパ頭に眼鏡が特徴。監獄六区の真実を突き止めるが、囚人達全員の前でそれを告げる前に學点則に首を切られ死亡する。
滝
船乗り。寄港した先々で悪事を働き、やばくなると船で海外逃亡という手口を繰り返す。
泰子
雀荘の女主人。八神とは将来を約束し合った仲であるが、その八神が突然失踪して情緒不安定になる。
社長
年商50億を稼ぎ出す商社・帝国物産の社長。占いに導かれ、事業で数々の成功を収める。
津川総研の社長
「共生」の顧客を次々と乗っ取る新手のコンサルティング会社・津川総合研究所の社長。
専務
津川総合研究所の専務。
ジャコ萬
政治家や企業の幹部などのスキャンダルを専門に取り扱う強請屋。裏世界に精通したジャーナリストで、鷲巣が監獄六区に投獄されたことを知ってその真相を暴こうとする。『天下創世闘牌録』では日本を支配する謎の組織・元老院に近づこうとしたが謀殺されてしまった。
野口 隆
山奥村の農家の息子。村のダム建設計画に反対して村長選挙に立候補した帝大出身のエリート。
村長
山奥村の現村長。強引にダム建設を推進して利権を得ようと目論む。
相原
つばめ返しを得意とする。
礼子
相原に負けたことで多額の借金を背負って命を絶った中小企業の社長の娘。
木島忠夫
木乃井男爵が狙う「楊貴妃の涙」を所持する木島商会会長。
高杉
木島の娘の家庭教師で書生。
木乃井男爵
高い知能を持つ計画的な手口で、予告通りに高価な美術品を盗む怪盗。
美佐の母親
麻雀牌を持てない美佐のために、彼女の指示を受けながら麻雀を打つ。
村西
麻雀列車の乗客の老人。小柄で貧弱だが、元医者の経歴を持つ。
牛島
古美術商を営む男で、金銭に卑しく心は小さい。
給仕
麻雀列車内で乗客の世話をする給仕。その正体は木乃井男爵事件の刑事。
北棟寮長
鷲巣が所属する北棟の頭。外の世界では天才的な犯罪計画人として名を馳せる。
西棟寮長
北棟のライバル。
東棟寮長
監獄六区内で麻雀において絶対的な強さを誇る。

## 特殊麻雀

### 龍神麻雀
北海道の炭坑で、田神龍蔵が老い先短い自分の暇潰しとして始めたとされるゲーム。主な特徴として以下の要素が挙げられる。
- 2人打ち（厳密には、1チーム7人編制の2チーム打ち）。門前ツモが存在しない代わりに、ロン和了の場合は点数が倍になる。先に20ポイント（1飜＝1ポイント）取った方が勝ちとなる。
- 巨大かつ重量のある石板を牌として使う。配牌は一気にトロッコから落とされ、両チーム一斉に奪い合う。ツモに関しては各チーム1人ずつ取りに行くことになる。なお配牌・ツモの時に、有効牌を確保するために対戦チームの人間を暴力で倒すことも許されている。
- 挑戦者はロンされる度に、ペナルティーとして鉄球を首につけられる。
- なお、勝った場合は龍蔵の所有する全財産・炭坑が手に入るが、負けた場合は全財産を没収され、口と目を縫われてしまう。

### ハンギング9（ナイン）
第一共生丸を襲撃した海賊達が行っている麻雀。基本的な麻雀のルールは変わらないが、主な特徴として以下の要素が挙げられる。
- 人質（作中では第一共生丸の乗組員）が、9段に積み上げられ番号のついたタイヤの上に、首に縄をかけられた状態で乗る。
- 持ち点は40000点。5000点を失うごとに、指定した番号のタイヤを1つずつダルマ落としの要領で弾かれる。うち1つは、人質の首に繋がれた縄への重りに繋がっている。味方同士の点数の移動は、計算されない。
- ハズレを引くと重りが下がり、人質が縛り首となる。ハズレは9つのうち1つだけ。
- ゲーム終了時、「人質が生きていれば」勝ち。

### ハンギング0（バース）
ハンギング9を乗り越えた鷲巣と、中尉が行った麻雀。
- 25000点持ちでスタート、ただし点数は増えず、削られるのみ。
- ハンギング9と違い、味方同士の点数のやりとりもカウントする。
- 代表（作中では鷲巣、中尉）の持ち点が0になると、その者の首が吊り上げられる。

### モンスターハンギング
「モンハン」と略される、第一共生丸を襲った海賊達の艦長が考案した特殊な麻雀。大きな亀の上に固定された机と椅子で行うもので、プレイヤーは首と両足首を鍵を用いて椅子に固定される（計3ヶ所）。
- 最初に方角を示す四聖獣（青龍・朱雀・白虎・玄武）を描いたコインを引き、場所決めをする。
- スタート時椅子への固定に用いた3つの鍵を他家が所持する。鍵は和了によって8000点以上のやりとりが行われた場合に相手から得られる（自分以外の鍵でも可）。なお、自分の鍵は入手した時点で使用してよい。
- 点数のやり取りが8000点未満は無効であり、ただの流局扱い。
- 点棒が無いため、リーチには先述の「コイン」を使用する。ただし、他家が和了した場合、コインは没収される。
- 亀が水中に潜るまでゲームは続行される（ただし、艦長は口笛で亀を潜らせることが出来るため、実質艦長が勝ち抜けする前に全ての鍵を得ることが勝利条件となる）。
- 卓下にはノコギリが設置してあり、亀が潜る際、それを使用して脱出することは許される。ただし、椅子・拘束具・机・亀などはノコギリでは切れない強度なので実際に切断できるのは人体のみ（劇中で艦長はノコギリで自身の体を切断して脱出することを「試練」と称している）。

### 満貫逆縛り
小柴がワシズの剛運を逆手に取った麻雀。満貫以上で上がると点数を逆に支払わなければならない。

## 用語
共生
ワシズが興した経営コンサルタント会社。表向きは経営手法やアドバイスなどの情報や手段などを売る企業だが、実際は内務省時代に掴んだコネやスキャンダルを駆使して巨財を築き上げる。しかし、そのやり方に反発するものや、ワシズの成功を妬むものも多い。
ワシズコプター
龍神麻雀の際に、鷲巣がとっさに放った技。既に鉄球を2つ首にぶら下げ、足元が震えて（隼曰く）「生まれたての小鹿のような」状態の、まともに戦えない鷲巣が、鉄球を振り回して生じた遠心力を利用して、相手に回転しながら体当たりを仕掛けたものを名付けた。
スリーピングブック
ゲスが残した航海日誌で、Mという人物の鉄屑の横流しに関することなどが、詳細に記述されている。船長はM資金（マッカート資金）の在り処を記すものと思い、ゲスに詳細を吐かせようとするが既に発狂してまともに話すこともできなくなっていた。そのため詳細を知っているであろうワシズから日誌の意味を吐かせるために第一共生丸を襲い、モンスターハンキングを行った。
実際はM資金の在り処を記すものではなく、ゲスが自分達に命令を下すMから身を守るために、脅迫の材料として記していた日誌。鷲巣からそれを聞かされた船長たちは、直後の米軍襲来からM＝マッカーサーと確信するが、文学はその内容の一部を見ており、その結果真のM＝ワシズという推理に行き着いた。スリーピングというのは「宝が眠る」という意味の他、「横たわる」という意味を持ち、Mを横にする＝W（ワシズのイニシャル）になる、というのが真相。
元老院
日本を支配してきた組織。表向きには1940年に消滅したが、裏では活動を続け日本を操り続けている。未だ非公開となっている国会議事堂の9階に本拠地を置く。長は代々「元老」と呼ばれる華族の末裔が務める。所属者はみな木製の麻雀牌を持っており、「元老」と会合を行う上位の者は常に仮面を装着している。戦後の総理大臣を決定してきたのも実は彼らであり、総理大臣になった者は元老院の紋章となる「賢人の手形」に忠誠を誓わされる。「元老」の死亡により組織は完全に消滅、ワシズが新たな日本の支配者となった。

## 単行本
- 原恵一郎 『ワシズ -閻魔の闘牌-』 竹書房〈近代麻雀コミックス〉、全8巻
  1. 2009年2月17日発売 ISBN 978-4-8124-7043-5
  2. 2009年8月7日発売 ISBN 978-4-8124-7141-8
  3. 2010年1月27日発売 ISBN 978-4-8124-7229-3
  4. 2010年7月17日発売 ISBN 978-4-8124-7417-4
  5. 2011年2月26日発売 ISBN 978-48124-7515-7
  6. 2011年7月16日発売 ISBN 978-4-8124-7626-0
  7. 2012年5月26日発売 ISBN 978-4-8124-7777-9
  8. 2013年1月26日発売 ISBN 978-4-8124-8094-6

- 原恵一郎 『ワシズ -天下創世闘牌録-』 竹書房〈近代麻雀コミックス〉、全4巻
  1. 2013年7月17日発売 ISBN 978-4-8124-8350-3
  2. 2013年12月10日発売 ISBN 978-4-8124-8470-8
  3. 2014年11月27日発売 ISBN 978-4-8019-5045-0
  4. 2015年5月15日発売 ISBN 978-4-8019-5263-8